# 105-я гвардейская стрелковая дивизия
105-я гвардейская стрелковая дивизия — воинское соединение Вооружённых Сил СССР в Великой Отечественной войне.

## История
Дивизия сформирована в соответствии с приказом Ставки Главнокомандования № 0047 от 18 декабря 1944 года из частей 12-й гвардейской воздушно-десантной дивизии (14-й и 15-й гвардейских воздушно-десантных бригад) а также 7-й, 11-й и 17-й воздушно-десантных бригад в декабре 1944 года в городе Марьина Горка Белорусской ССР.
5 января 1945 года формирование закончилось и 105-я гв.сд вошла в состав 38-го гвардейского стрелкового корпуса. Дата 5 января — стала официальным днём соединения.
В период с 21 января по 20 февраля 1945 года 105-я дивизия в составе 38-й корпуса была переброшена железнодорожными эшелонами на станцию Сольнок (Венгрия) и вошла в состав 9-й гвардейской армии.
В составе действующей армии с 21 февраля по 11 мая 1945 года.
В ходе боевых действий частями 105-й дивизии были освобождены от противника ряд населённых пунктов в Венгрии — г. Радо, Папа (Венгрия), а 30 марта форсирована река Раба.
6 апреля 1945 года части 105-й дивизии захватили г. Пресбаум на территории Австрии.
В ночь с 6 на 7 апреля части дивизии блокировали автотрассу Вена—Линц, разделили группировку противника на две части и перекрыли пути подхода резерва Вермахта, что способствовало 38-му корпусу во Взятии Вены. В ночь с 12 на 13 апреля один из батальонов прорвался с боями в центре Вены к Имперскому мосту через реку Дунай. Скрытно перебравшись на другой берег под настилом моста, бойцы захватили передовую линию обороны и удерживали её до подхода основных сил и катеров. Днём 13 апреля Вена была полностью освобождена. Из всех мостов уцелел от минирования только Имперский мост.
С 15 на 16 апреля 105-я дивизия вышла на границу с Австрией и до 21 апреля удерживала плацдарм, отбивая атаки пехоты противника, поддерживаемой танками. В период март—апрель 1945 года в боях частями 105-й дивизии совместно с другими соединениями и частями были нанесён серьёзный урон танковой дивизии СС «Мертвая голова», моторизованной дивизии СС «Рейх», 2-й танковой дивизии и 9-й пехотной дивизии 3-й венгерской армии.
26 апреля 1945 года Указом Президиума Верховного Совета СССР за успешное выполнение заданий командования 105-я дивизия была награждена Орденом Красного Знамени, а 345-й гвардейский стрелковый полк был награждён орденом Суворова 2-й степени.
С 5 по 8 мая 1945 года 105-я дивизия совершила марш в Чехословакию и 9 мая в течение дня преследовала отходящего противника, заняв н.п. Зноймо.
12 мая закончила полный разгром противника с последующим пленением и разоружением у реки Влтава и севернее н.п.Цисек встретилась на демаркационной линии с частями Армии США.
17 мая 1945 года Приказом ВГК 105-й гвардейской стрелковой дивизии было присвоено почётное наименование «Венская».
С 12 мая по 7 июня 1945 года 105-я дивизия находилась на демаркационной линии, несла службу, приводила в порядок материальную часть и вооружение.
С 7 июня по 5 июля 1945 года дивизия совершив 700-километровый марш и дислоцировалась в 35 километрах северо-восточнее г. Будапешт, где вошла в состав Центральной группы войск.

## Полное название
105-я гвардейская стрелковая Венская Краснознамённая дивизия

## Состав
Состав 105-й дивизии в феврале 1945:
- 331-й гвардейский стрелковый полк;
- 345-й гвардейский стрелковый полк;
- 349-й гвардейский стрелковый полк;
- 56-я гвардейская дивизионная артиллерийская бригада (в составе трёх полков):
  - 156-й гвардейский пушечный артиллерийский полк;
  - 201-й гвардейский гаубичный артиллерийский полк;
  - 535-й гвардейский миномётный полк.
- 121-й отдельный гвардейский истребительно-противотанковый дивизион;
- 104-й отдельный гвардейский зенитно-артиллерийский дивизион;
- 114-я отдельная гвардейская разведывательная рота;
- 137-й отдельный гвардейский сапёрный батальон;
- 192-й отдельный гвардейский батальон связи;
- 116-я отдельная гвардейская рота химической защиты;
- 312-я автотранспортная рота;
- 181-й отдельный медико-санитарный батальон;
- 318-я полевая хлебопекарня;
- 370-й дивизионный ветеринарный лазарет;
- 93710-я полевая почтовая станция;
- 2002-я полевая касса Государственного банка СССР.
- отдельный учебный батальон;

## Подчинение
| Дата            | Фронт (округ)        | Армия                 | Корпус (группа)                    | Примечания |
| --------------- | -------------------- | --------------------- | ---------------------------------- | ---------- |
| 01.01.1945 года | Резерв Ставки ВГК    | -                     | 38-й гвардейский стрелковый корпус | -          |
| 01.02.1945 года | Резерв Ставки ВГК    | 9-я гвардейская армия | 38-й гвардейский стрелковый корпус | -          |
| 01.03.1945 года | 2-й Украинский фронт | 9-я гвардейская армия | 38-й гвардейский стрелковый корпус | -          |
| 01.04.1945 года | 3-й Украинский фронт | 9-я гвардейская армия | 38-й гвардейский стрелковый корпус |            |
| 01.05.1945 года | 3-й Украинский фронт | 9-я гвардейская армия | 38-й гвардейский стрелковый корпус | -          |

## Командиры
- Денисенко Михаил Иванович (21.02.1945 — август 1946), гвардии генерал-майор[2]

## Награды и наименования
| Награда (наименование)          | Дата                                                           | За что награждена |
| ------------------------------- | -------------------------------------------------------------- | --- |
| Орден Красного Знамени          | Указ Президиума Верховного Совета СССР от 26 апреля 1945 года  | За образцовое выполнение заданий командования в боях с немецкими захватчиками при овладении городами Папа, Девечер и проявленные при этом доблесть и мужество. |
| Почётное наименование «Венская» | Приказ Верховного Главнокомандующего № 085 от 17 мая 1945 года | За отличие в боях при взятии Вены |

Награды частей дивизии:
- 345-й гвардейский стрелковый ордена Суворова[4] полк